# Craspedolepta mitjaevi
Craspedolepta mitjaevi är en insektsart som beskrevs av Loginova 1963. Craspedolepta mitjaevi ingår i släktet Craspedolepta och familjen rundbladloppor. Inga underarter finns listade i Catalogue of Life.